# Múscul bulbocavernós
El múscul bulbocavernós, múscul accelerador de l'orina, múscul compressor de la vagina o múscul bulbosponjós (musculus bulbospongiosus) és un múscul del perineu, parell i superficial, que varia en les seves insercions i trajectes segons el sexe: és diferent en homes i en dones. En els homes, recobreix el bulb del penis i, en les dones, envolta l'orifici de la vagina. Per ser més llarg el recorregut al voltant de la base del penis, el múscul bulbocavernòs és més llarg en homes que en dones.
El múscul bulbocavernòs es localitza al centre del perineu, davant l'anus. Consisteix en dues parts simètriques, unides al llarg de la línia mitjana per una línia tendinosa anomenada rafe perineal. En ambdós sexes és innervat per la branca profunda i muscular del nervi perineal, que és una branca del nervi púbic. Aquest nervi està format per fibres simpàtiques i parasimpàtiques.
És un múscul que serveix per a buidar el canal de la uretra, després que la bufeta ha expel·lit seu contingut. Durant la major part de la micció, les seves fibres estan relaxades i només es contreuen al final del procés.

## En homes
Les seves fibres divergeixen des del punt tendinós central del perineu, just davant l'anus. Les fibres posteriors es perden en la fàscia del diafragma urogenital. Les fibres intermèdies envolten el bulb del penis i el cos esponjós del penis i s'uneixen a les fibres del costat oposat en arribar a la part superior del cos esponjós, formant una forta aponeurosi. Les fibres anteriors se separen sobre els costats del cos cavernós del penis i s'insereixen en la part anterior del múscul isquiocavernós. Ocasionalment, s'estenen fins al pubis i, en part, acaben en una expansió tendinosa que cobreix els vasos sanguinis del penis. En homes, contribueix a l'erecció, a l'ejaculació i en certs moments de l'orgasme masculí. Els trastorns de la contractilitat del múscul isquiocavernós i bulbocavernós guarden relació amb l'etiologia de la disfunció erèctil.

## En dones
Les seves fibres discorren a cada costat de la vagina i s'insereixen en els cossos cavernosos del clítoris. Un fascicle creua per damunt del cos del clítoris per comprimir la vena dorsal profunda del clítoris i afavorir-ne l'erecció. Cap enrere, es perd en la rafe mitjana, la rafe anogenital o nucli central del perineu. En dones, contribueix a l'erecció i orgasme femení i tanca la vagina.
El múscul bulbocavernós de la dona rep altres denominacions: múscul constrictor de la vagina, múscul compressor de la vagina, però també esfínter de la vagina: té l'origen en la símfisi del pubis; s'insereix en les fibres musculars encreuades en el tub vaginal i la seva acció és la constricció de l'orifici vaginal.

## Imatges

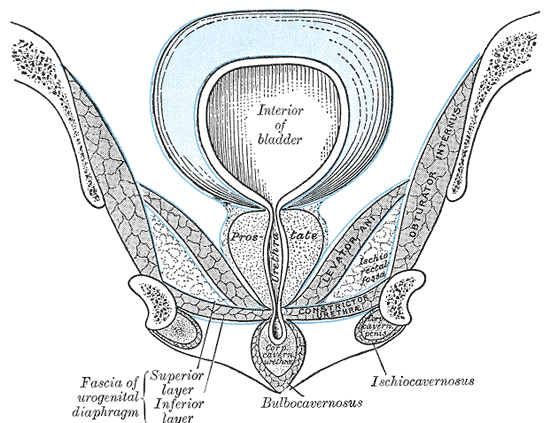
Secció coronal de la part anterior de la pelvis masculina, des de l'arc púbic. Vista anterior
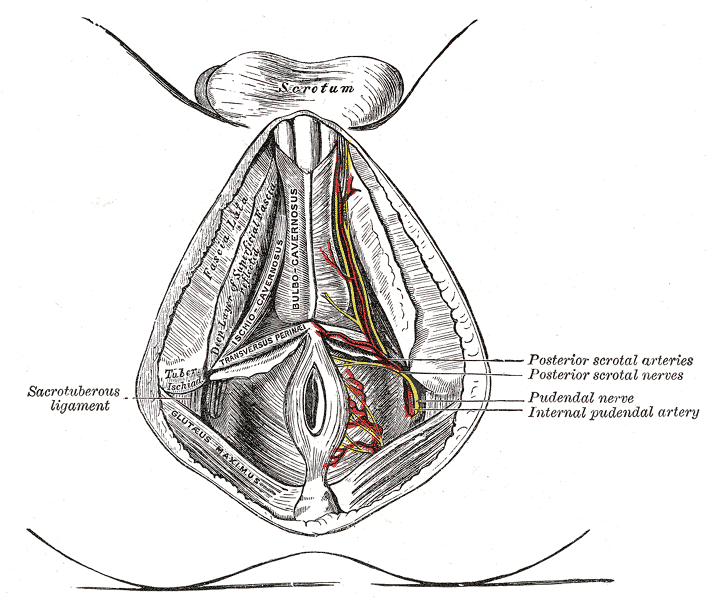
Les branques superficials de l'artèria púdica interna en l'home